# Samoa National League 2008
Samoa National League 2008, còn có tên là Upolo First Division, là mùa giải thứ 20 trong lịch sử Samoa National League, giải đấu cao nhất của Liên đoàn Bóng đá Samoa. OSM Sinamoga giành chức vô địch đầu tiên, mặc dù người ta cho rằng họ giành chức vô địch lần đầu trong giai đoạn không được ghi nhận từ 1986-96.